# Dat moet je smurfen!
Dat moet je smurfen! is het achtste stripalbum uit de reeks De Smurfen. Dit album kwam tot stand met de medewerking van Yvan Delporte. In tegenstelling tot de voorgaande albums is dit album niet één lang verhaal, maar bestaat het uit 52 gags van één pagina lang. Het verscheen voor het eerst in 1972 bij uitgeverij Dupuis, in 2011 verscheen een vernieuwde versie bij Standaard Uitgeverij, met nieuwe belettering en een opnieuw ingekleurde kaft met nieuw logo.

## Achtergrond
De gags voor de strip werden in 1970 gemaakt voor een Nederlands tijdschrift. Peyo behield het recht om de gags ook in het Frans in Spirou te laten verschijnen. De primeur bleef voor het Nederlandse blad, maar Spirou kon kort erna al de Franse versie publiceren. Het werk viel Peyo uiteindelijk zwaarder dan verwacht: de Smurfen bleken zich niet goed te lenen voor gags. Om de reeks te tekenen, werd Roger Leloup aangesteld. Leloup had net de Studios Hergé verlaten toen het werk na Vlucht 714 er stilviel en zocht nieuwe samenwerkingen. Yvan Delporte vroeg hem een halve plaat te tekenen in een collectiefalbum dat als cadeau voor Peyo diende. Hij tekende de Smurfin die zwanger was dankzij pilletjes van Grote Smurf. Enkele maanden later vroeg Peyo hem uiteindelijk samen te werken. Leloup werkte echter slechts drie pagina's af. Dankzij Peyo was hij in contact gekomen met Maurice Tillieux, die hem hielp om zijn eigen reeks Yoko Tsuno op te starten. Charles Dupuis, van de gelijknamige uitgever, besloot na het zien van de heldin dat Leloup voortaan voor zichzelf moest beginnen te werken. Peyo moest dus op zoek naar een andere medewerker, die hij vond in André Beniest (Benn), toen 20 jaar, die twee jaar daarvoor al testplaten voorlegde aan Peyo. De samenwerking verliep in het begin moeilijk: Benn moest zijn eerste platen volledig herbeginnen met een inzinking tot gevolg. Na 10 dagen ziek thuis te zijn gebleven, kon Benn weer aan de slag. Zijn volgende plaat werd niet resoluut afgewezen en hij werkte zo ook de volgende platen af.